# Bostrichoidea
Bostrichoidea — надродина жуків. Це типова надродина інфраряду Bostrichiformia.

## Опис
Bostrichoidea об'єднують наступні ознаки: видозмінений криптонефридизм, будова едеагуса у самців і відсутність базального мола нижньої щелепи у личинок.
Крім цього, Bostrichoidea демонструють ряд морфологій. Наприклад, тільки у Bostrichidae форма тіла дорослої особини варіюється від опуклої до сплющеної, довжина тіла від 2 до 50 мм, а колір може бути жовтим, коричневим або чорним, іноді з металевим відтінком.

## Екологія
Бострихоїди зазвичай живуть у сухих місцях існування. Наприклад, багато Bostrichidae харчуються деревиною, хоча деякі також нападають на однодольні рослини, а Rhyzopertha dominica харчується зерном і злаковими продуктами, що зберігаються. Подібним чином більшість Ptinidae як личинки є дровоколами, але деякі харчуються іншими сухими рослинними або тваринними матеріалами, такими як продукти, що зберігаються, тютюн і музейні зразки. Dermestidae зазвичай є падальниками на висушеній органічній речовині з високим вмістом білка, при цьому деякі види є хижаками або харчуються пилком і нектаром.

## Родини
Bostrichoidea включає:
- Bostrichidae
- Dermestidae
- Endecatomidae
- Ptinidae